# JDFS Alberts
JDFS Alberts (Jura Docenka Futbola Skola, pol. Szkoła Piłkarska Jurisa Docenki) – łotewski klub piłkarski z siedzibą w Rydze. Obecnie występuje w Latvijas futbola 1. līga.

## Historia
JDFS Alberts powstał w 2008 roku jako szkoła piłkarska na podstawie systemu szkoleniowego FK Alberts, drużyny która w 2006 roku połączyła się z Audą Ķekava. JDFS rozpoczął rywalizację w łotewskiej 2. līdze. W 2009 i 2010 roku nie przystąpił do żadnych rozgrywek. Potem wrócił do rywalizacji na tym samym poziomie co wcześniej. Ten stan rzeczy utrzymywał się do 2014 roku kiedy klub był częścią rezerw Daugavy Ryga. Od 2015 JDFS nieprzerwanie występuje w 1. līdze.

## Geneza nazwy
Klub nazwano na cześć łotewskiego trenera Jurisa Docenko. JDFS powstał dokładnie w tym samym roku, w którym umarł jego patron, Docenko odszedł bowiem w styczniu 2008.
Inną formą upamiętnienia byłego trenera jest organizowany przez klub turniej pamięci Jurisa Docenki. Jego imieniem jest także nazwane boisko 45. szkoły średniej w Rydze.
W 2008 roku ustanowiono nagrodę im. Jurisa Docenki, która przyznawana jest najlepszym łotewskim trenerom młodzieżowym.

## Historia występów w lidze
| Sezon | Liga                                       | Miejsce                                    | Mecze                                      | Z                                          | R                                          | P                                          | +                                          | -                                          | ±                                          | Pkt.                                       | Puchar Łotwy                               |
| ----- | ------------------------------------------ | ------------------------------------------ | ------------------------------------------ | ------------------------------------------ | ------------------------------------------ | ------------------------------------------ | ------------------------------------------ | ------------------------------------------ | ------------------------------------------ | ------------------------------------------ | ------------------------------------------ |
| 2008  | 2. līga (grupa Ryga)                       | 9.                                         | 18                                         | 2                                          | 2                                          | 14                                         | 21                                         | 52                                         | -31                                        | 8                                          | —                                          |
| 2009  | Zespół nie przystąpił do żadnych rozgrywek | Zespół nie przystąpił do żadnych rozgrywek | Zespół nie przystąpił do żadnych rozgrywek | Zespół nie przystąpił do żadnych rozgrywek | Zespół nie przystąpił do żadnych rozgrywek | Zespół nie przystąpił do żadnych rozgrywek | Zespół nie przystąpił do żadnych rozgrywek | Zespół nie przystąpił do żadnych rozgrywek | Zespół nie przystąpił do żadnych rozgrywek | Zespół nie przystąpił do żadnych rozgrywek | Zespół nie przystąpił do żadnych rozgrywek |
| 2010  | Zespół nie przystąpił do żadnych rozgrywek | Zespół nie przystąpił do żadnych rozgrywek | Zespół nie przystąpił do żadnych rozgrywek | Zespół nie przystąpił do żadnych rozgrywek | Zespół nie przystąpił do żadnych rozgrywek | Zespół nie przystąpił do żadnych rozgrywek | Zespół nie przystąpił do żadnych rozgrywek | Zespół nie przystąpił do żadnych rozgrywek | Zespół nie przystąpił do żadnych rozgrywek | Zespół nie przystąpił do żadnych rozgrywek | Zespół nie przystąpił do żadnych rozgrywek |
| 2011  | 2. līga (grupa Ryga)                       | 8.                                         | 20                                         | 5                                          | 2                                          | 13                                         | 32                                         | 68                                         | -36                                        | 17                                         | —                                          |
| 2012  | 2. līga (grupa Ryga)                       | 6.                                         | 18                                         | 9                                          | 2                                          | 7                                          | 46                                         | 32                                         | 14                                         | 29                                         | —                                          |
| 2013  | 2. līga (grupa Ryga)                       | 9.                                         | 16                                         | 6                                          | 2                                          | 8                                          | 32                                         | 52                                         | -20                                        | 20                                         | Trzecia runda                              |
| 2014  | Klub był częścią rezerw Daugavy Ryga.      | Klub był częścią rezerw Daugavy Ryga.      | Klub był częścią rezerw Daugavy Ryga.      | Klub był częścią rezerw Daugavy Ryga.      | Klub był częścią rezerw Daugavy Ryga.      | Klub był częścią rezerw Daugavy Ryga.      | Klub był częścią rezerw Daugavy Ryga.      | Klub był częścią rezerw Daugavy Ryga.      | Klub był częścią rezerw Daugavy Ryga.      | Klub był częścią rezerw Daugavy Ryga.      | Klub był częścią rezerw Daugavy Ryga.      |
| 2015  | 1.līga                                     | 9.                                         | 30                                         | 11                                         | 2                                          | 17                                         | 35                                         | 55                                         | -20                                        | 35                                         | 1/16                                       |
| 2016  | 1.līga                                     | 11.                                        | 28                                         | 9                                          | 2                                          | 17                                         | 32                                         | 61                                         | -29                                        | 29                                         | Druga runda                                |
| 2017  | 1.līga                                     | 6.                                         | 22                                         | 8                                          | 4                                          | 10                                         | 23                                         | 32                                         | -9                                         | 28                                         | —                                          |
| 2018  | 1.līga                                     | 8.                                         | 15                                         | 6                                          | 4                                          | 5                                          | 29                                         | 21                                         | 8                                          | 22                                         | Trzecia runda                              |
| 2019  | 1.līga                                     | 4.                                         | 27                                         | 16                                         | 3                                          | 8                                          | 70                                         | 47                                         | 23                                         | 51                                         | Czwarta runda                              |

## Dostawca strojów
- 2019: Adidas[3]

## Sztab szkoleniowy
| Rola               | Imię i nazwisko     |
| ------------------ | ------------------- |
| Główny trener      | Artūrs Zakreševskis |
| Trener             | Gatis Kalniņš       |
| Trener bramkarzy   | Kristers Putniņš    |
| Trener młodzieżowy | Edijs Danilovs      |
| Lekarz             | Viesturs Morozs     |
| Lekarz             | Raivis Bērziņš      |
| Lekarz             | Signe Zakreševska   |